# Njazepetrovsk
Njazepetrovsk (in lingua russa Нязепетро́вск) è una città di 10 000 abitanti situata nell'oblast' di Čeljabinsk, in Russia. È il centro amministrativo del rajon Njazepetrovskij. Fondata nel 1747, ricevette lo status di città nel 1944.
Si trova sul fiume Ufa, 225 km a nord-ovest di Čeljabinsk e a 180 km da Ekaterinburg.